# Osmond Watson
Osmond Watson fue un pintor y escultor jamaiquino, nacido el 13 de junio de 1934 en Kingston y fallecido el 15 de noviembre de 2005.

## Datos biográficos
Nacido en la capital Kingston, Watson asistió a clases de arte en el Junior Centre del Instituto de Jamaica desde 1948 a 1952; desde aquel año a 1958 asistió a la Escuela de Arte de Jamaica -Jamaica School of Art- en Kingston. Comenzó a exponer, con cierto éxito, en su tierra natal, pero decidió trasladarse a Londres en 1962 para completar su formación en la Escuela de Arte de St Martin; allí permaneció hasta 1965, familiarizándose también con las colecciones del Museo Británico. Su estilo cambió un poco después de su regreso de Inglaterra, su obra de madurez se caracterizó por la influencia del arte africano , en particular de los yoruba , y el cubismo . Gran parte de su temática fue extraída de la sociedad jamaicana, incluyendo el festival Junkanoo y el movimiento Rastafari .